# Stazione di Erkner
La stazione di Erkner è la stazione ferroviaria che serve la città tedesca di Erkner.

## Movimento
La stazione è servita dalla linea S 3 della S-Bahn e dalla linea regionale espressa RE 1.

## Interscambi
- Fermata autobus